# Yttersta Tvärgränd
| Yttersta Tvärgränd nr 9, 7, 5 och 3 mot norr, från samma fotopunkt, år 2009 och 1900. |  | Yttersta Tvärgränd nr 9, 7, 5 och 3 mot norr, från samma fotopunkt, år 2009 och 1900. |
| Yttersta Tvärgränd nr 9, 7, 5 och 3 mot norr, från samma fotopunkt, år 2009 och 1900. |  |                                                                                       |

Yttersta Tvärgränd är en 140 meter lång gata på Södermalm i Stockholm. Gatan sträcker sig från Skinnarviksparken i norr till Ringvägen i söder. Kvarteret väster om gränden heter Kaninen Minsta. Kvarteret öster om gränden heter Haren. Från gatans norra del kan man via trappor nå Skinnarviksberget, innerstadens högsta naturliga berg, 53 meter över havet.

## Gatans historik
Yttersta Tvärgränd fick sitt namn 1961, dessförinnan hette den Yttersta Tvärgatan. Innan Ringvägen byggdes hade gatan en längre sträckning ner till Krukmakargatan. Gatan har gamla anor – i Holms tomtbok 1679 kallas den omväxlande för Ytterste Twärgatan, Nyia Twärgatta, Twär gata som Stannar I Berget och Twär gränden ytterst uth. Namnet visar att gatan var den allra västligaste av de tvärgator som drogs från Hornsgatan. I korsningen av Hornsgatan och dåvarande Yttersta Tvärgata låg 1622–1650 stadstullen Västertull. 
Enligt Lindhagenplanen från slutet av 1800-talet skulle Ringvägen förlängas norrut och anslutas med två svängda ramper till Söder Mälarstrand. Ringvägen hade då dragits rakt över bebyggelsen längs med Yttersta Tvärgrändens västra sida. Skinnarviksbergets besvärliga topografi hade krävt en över 40 meter djup bergsskärning för den östra rampen. Planen fullbordades aldrig och Yttersta Tvärgränden bevarades. Norr om Yttersta Tvärgränd ligger idag Skinnarviksparken.

Historiska bilder
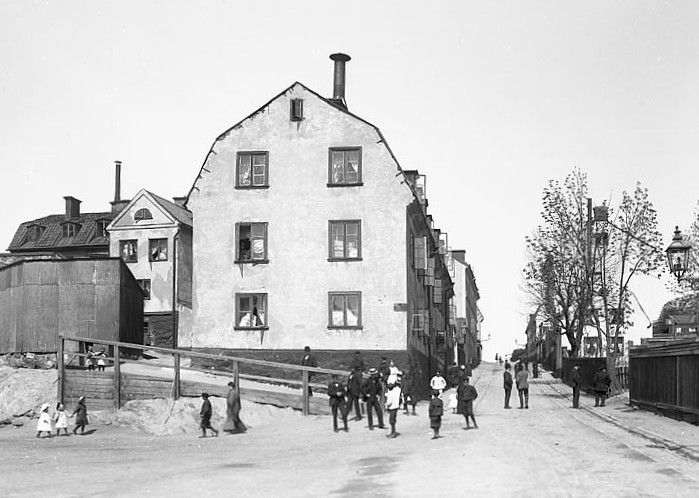
Yttersta Tvärgränd nr 10, 1908.
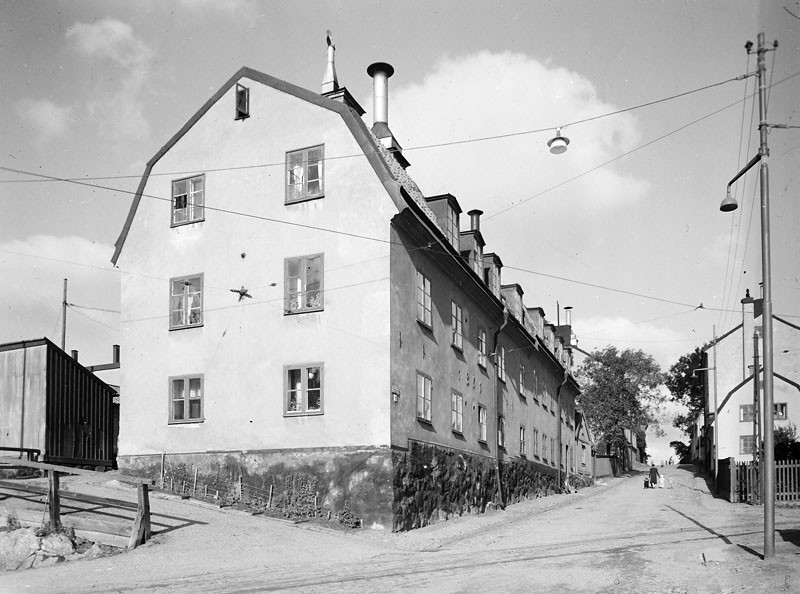
Yttersta Tvärgränd nr 10, 1946.
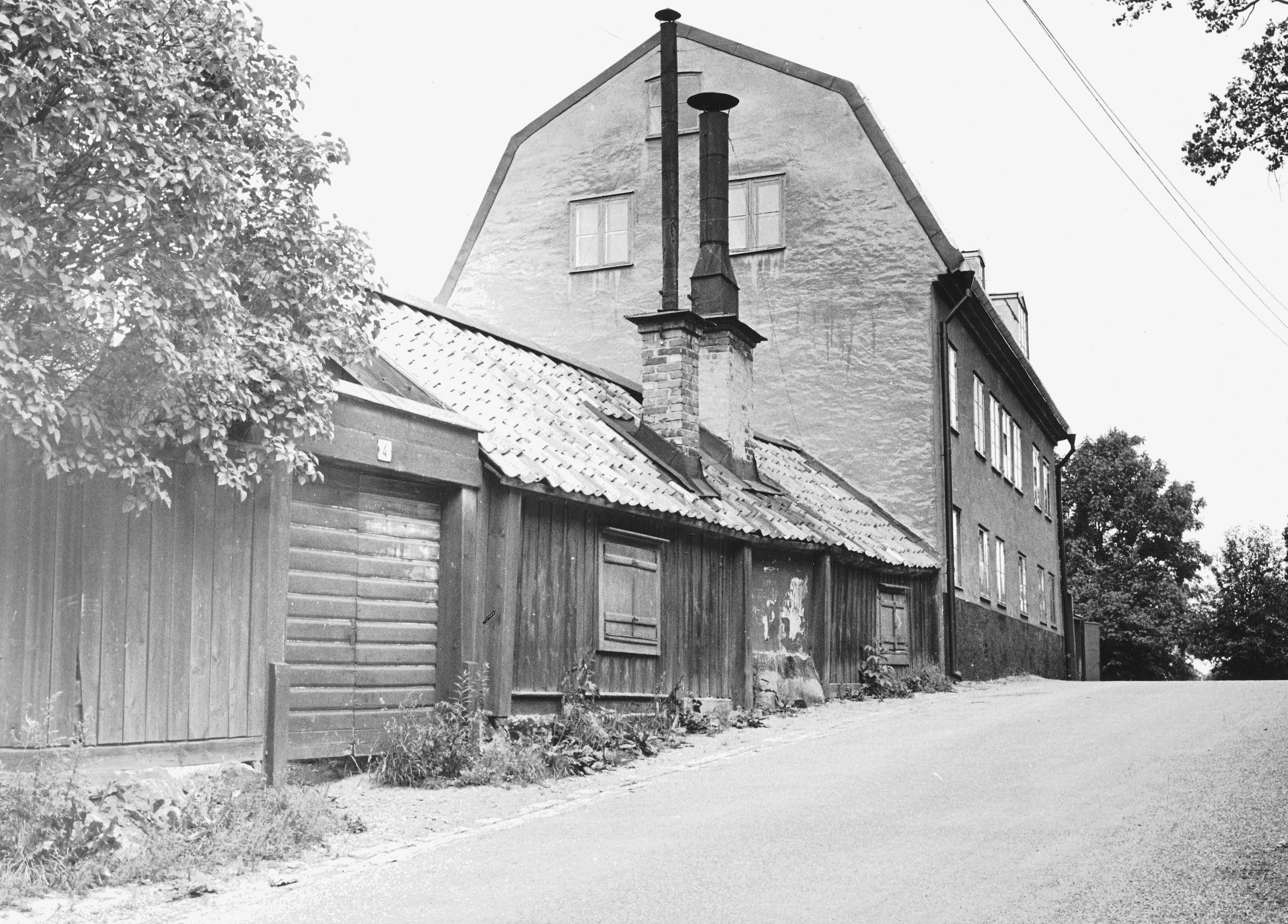
Yttersta Tvärgränd nr 2 omkring 1900 (trähuset i mitten är rivet).
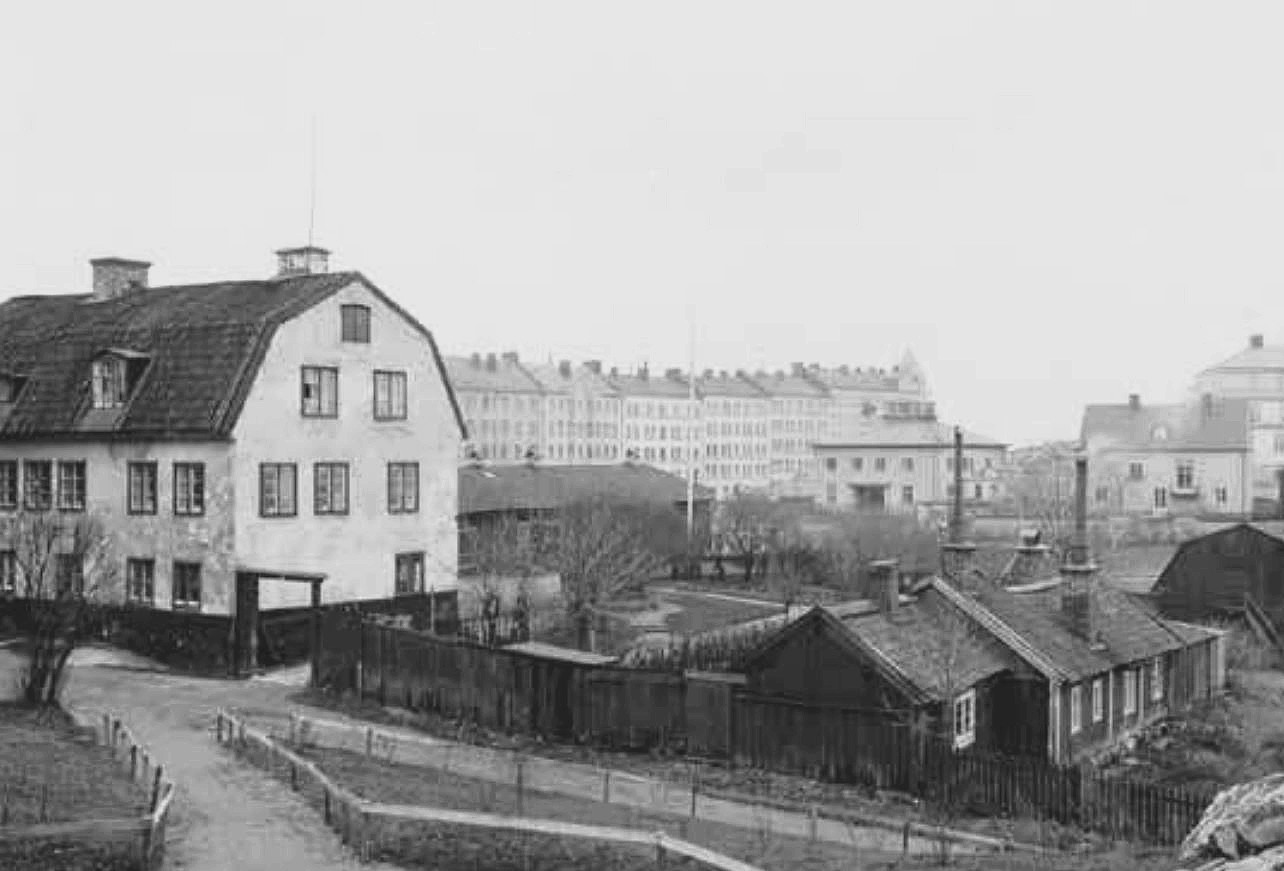
Yttersta Tvärgränd nr 2 omkring 1900 (stugorna är rivna).
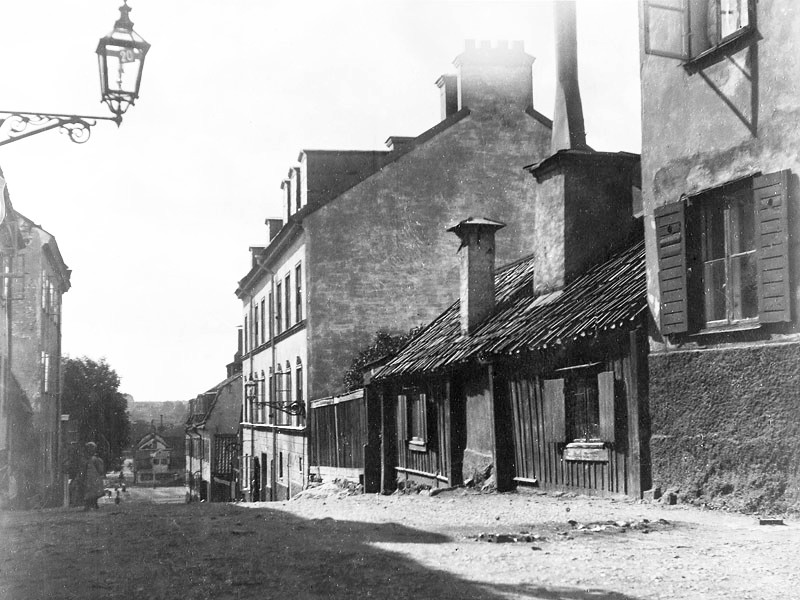
Yttersta Tvärgränd nr 6 omkring 1900 (trähuset i mitten är rivet).

## Bebyggelsens historik
Bebyggelsen vid Yttersta Tvärgränd består till stor del av bevarade bostadshus från 1700- och 1800-talen. Husen nummer 2 och 5 är byggda år 1755, nummer 3 år 1765, nummer 9 år 1769. Nummer 7 och 10 uppfördes 1852 och finansierades med lån ur Fattigbyggnadsfonden. En genomgripande renovering och modernisering av husen på Yttersta Tvärgränd genomfördes i början av 1980-talet. Ett bostadshus och två barnstugor ersatte då de hus som var i alltför dåligt skick för att kunna bevaras. Husen vid gatan är blåmärkta av Stadsmuseet i Stockholm, vilket innebär att de representerar "synnerligen höga kulturhistoriska värden". Flera fastigheter i Haren 5 och Kaninen minsta ägs och förvaltas av kommunägda AB Stadsholmen.

## Gatan som filmkuliss
Den unika miljön med en bevarad stadsgata från äldre tid har använts för inspelning av flera versioner av filmen Anderssonskans Kalle.

Nutida bilder
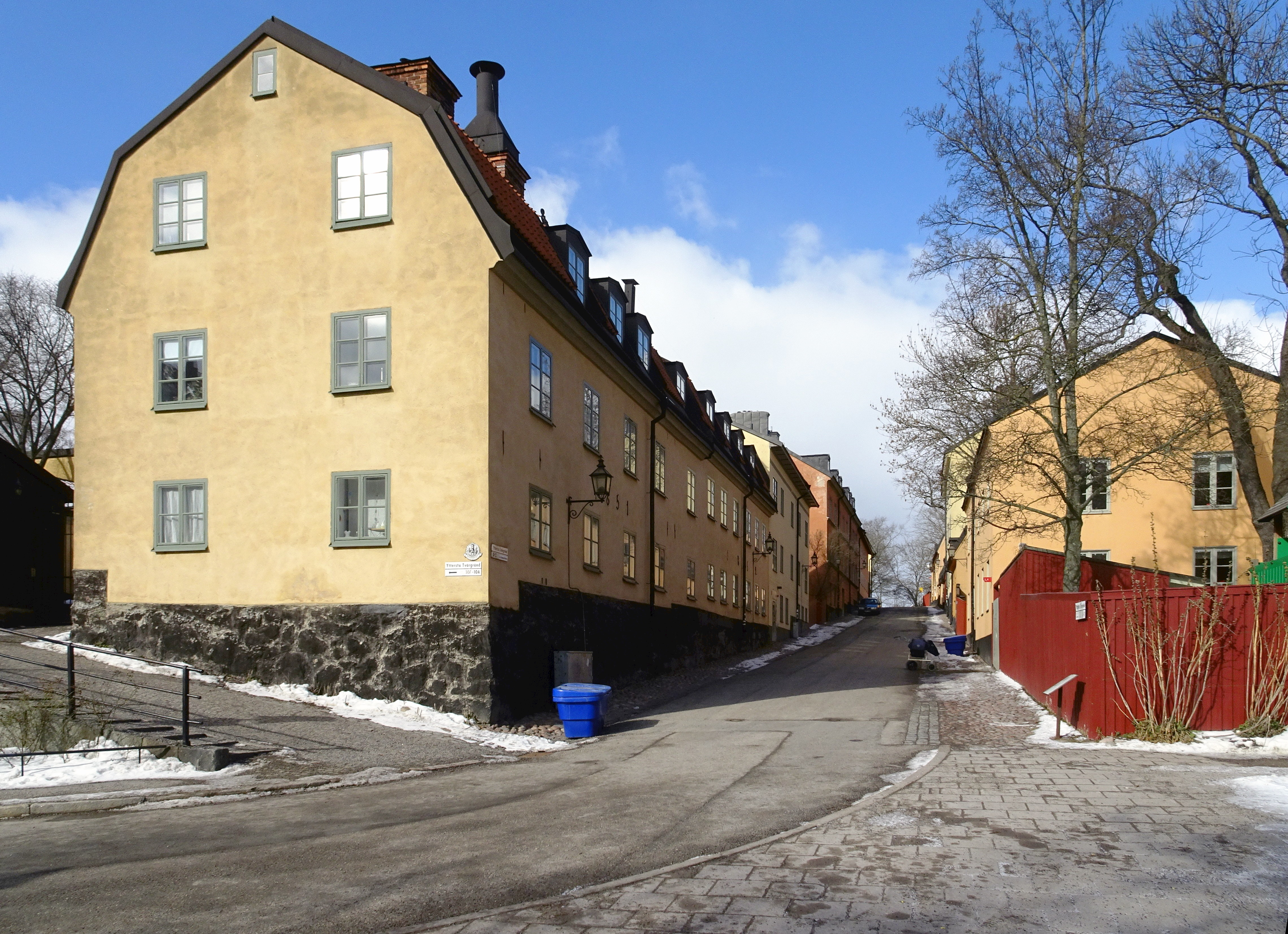
Yttersta Tvärgränd nr 10, vy mot norr.
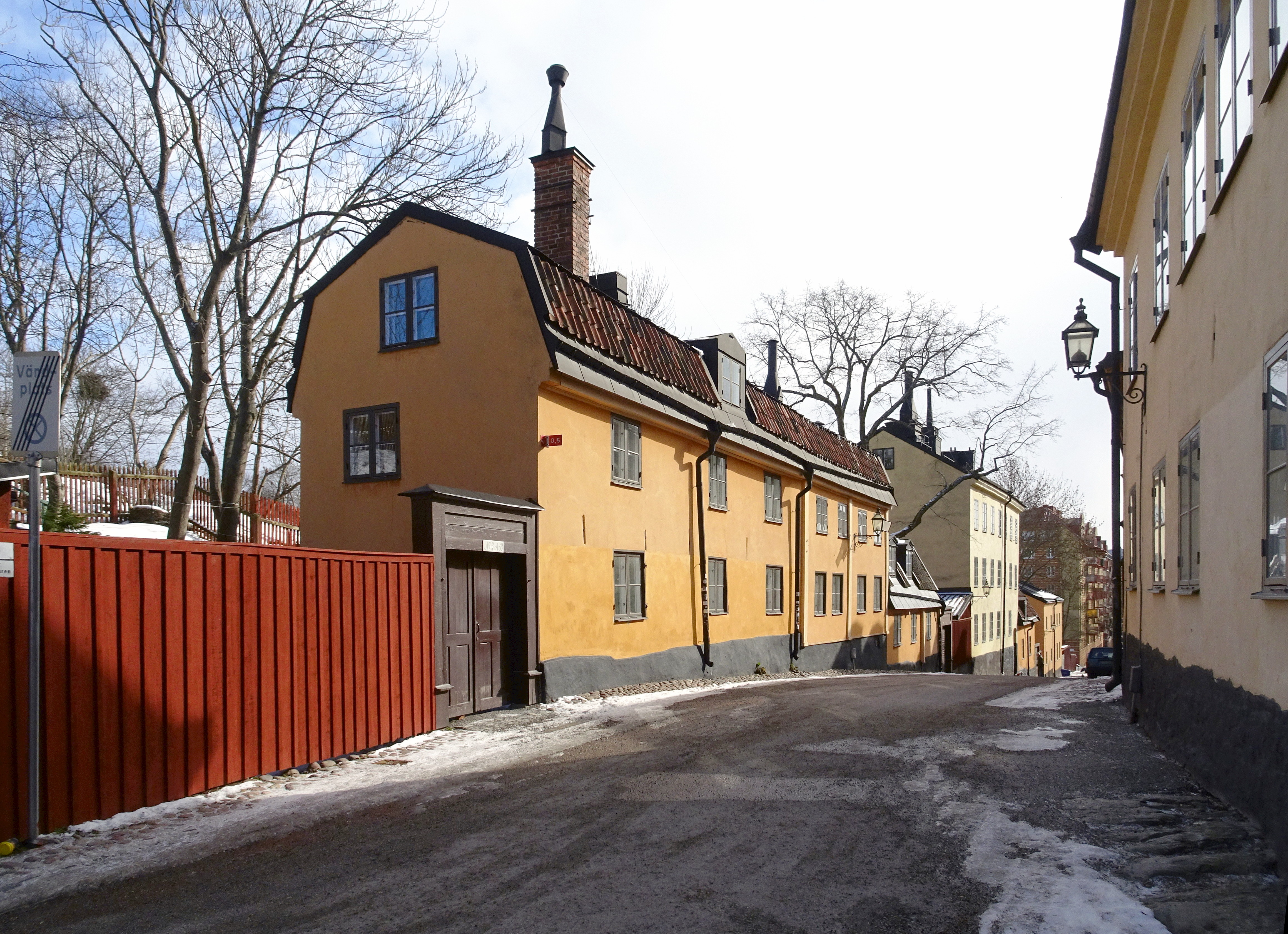
Yttersta Tvärgränd nr 3, vy mot söder.
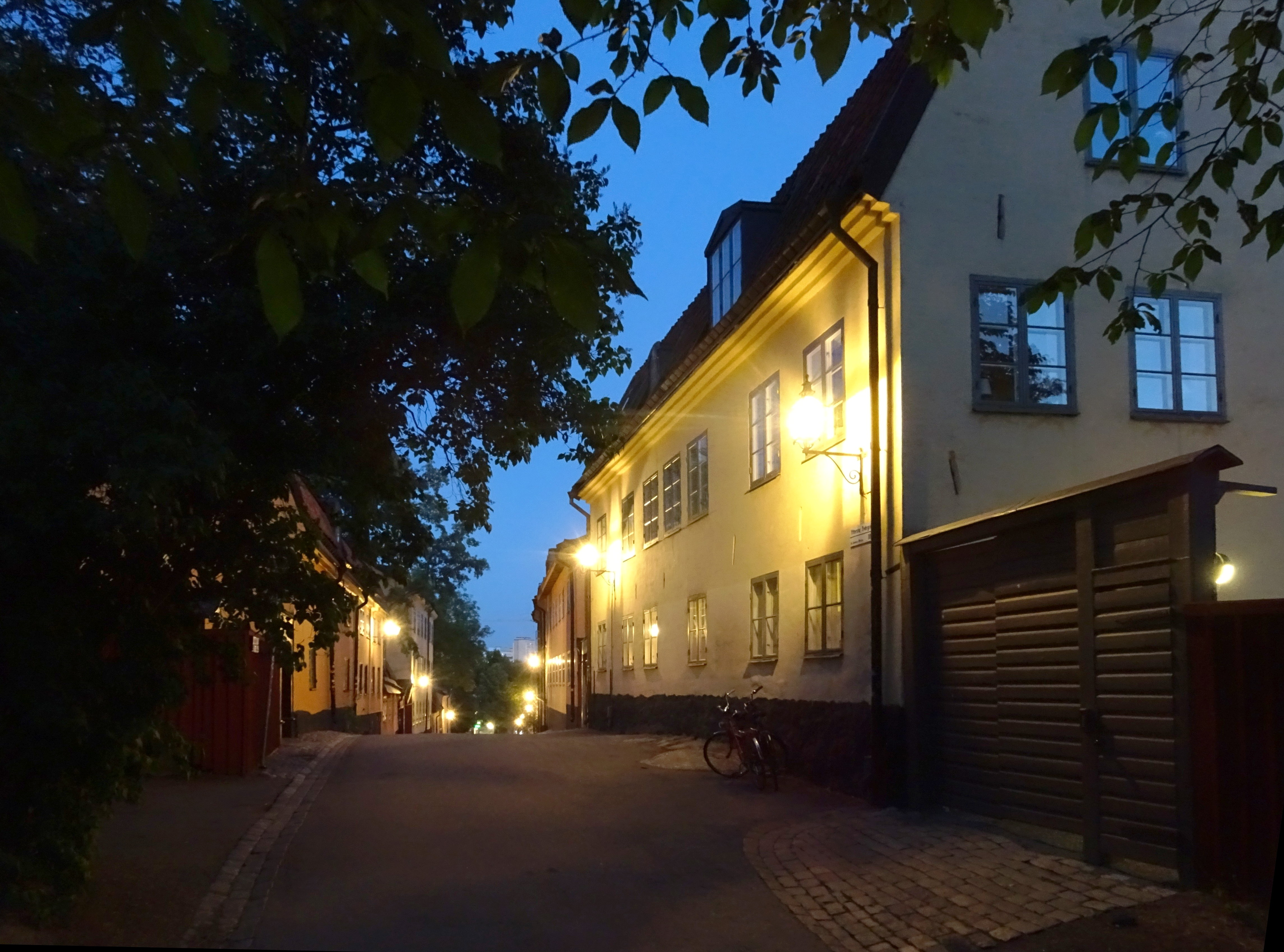
Yttersta Tvärgränd nr 2, vy mot söder, kvällsstämning.
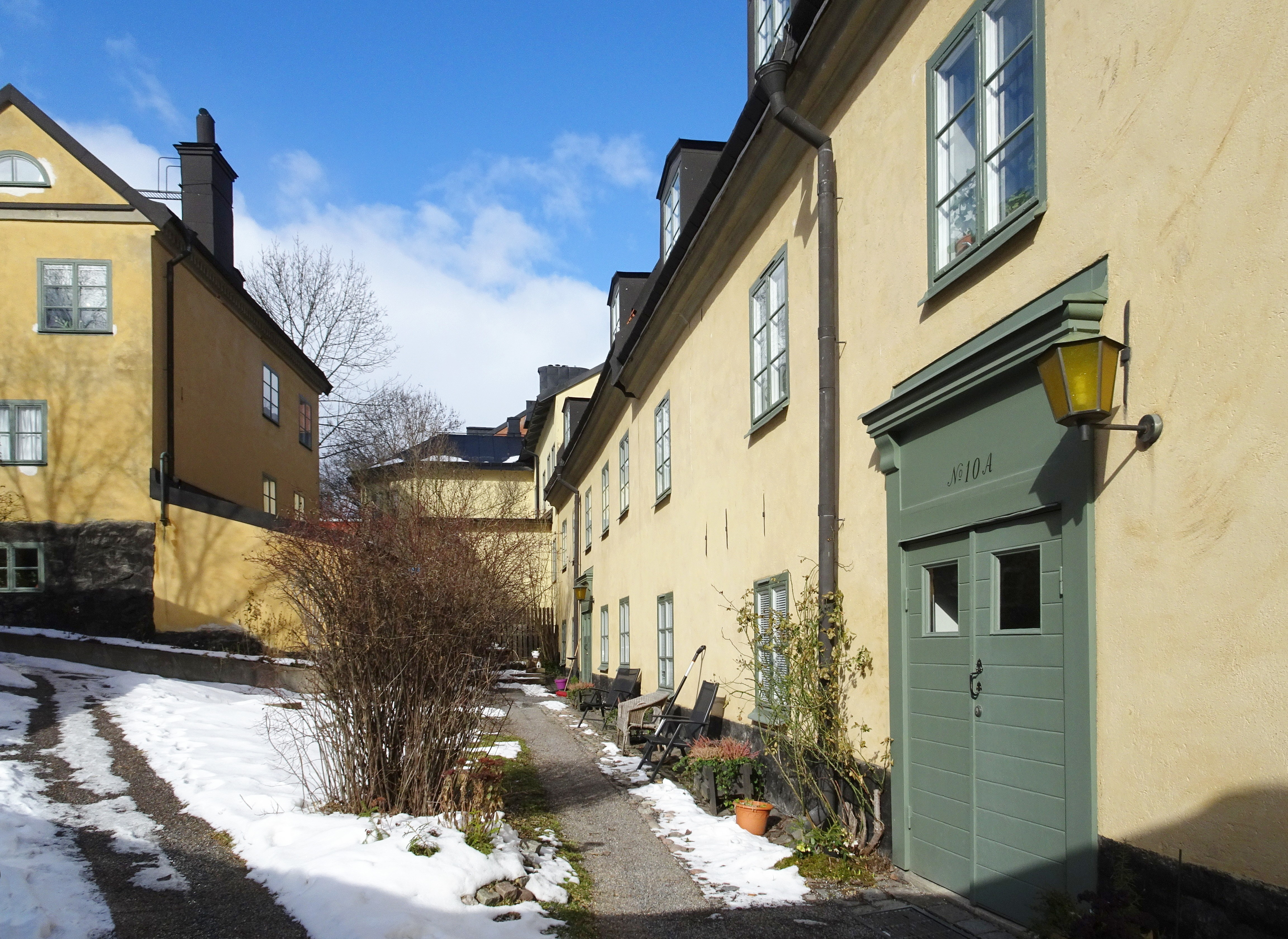
Yttersta Tvärgränd nr 10, gårdssidan.
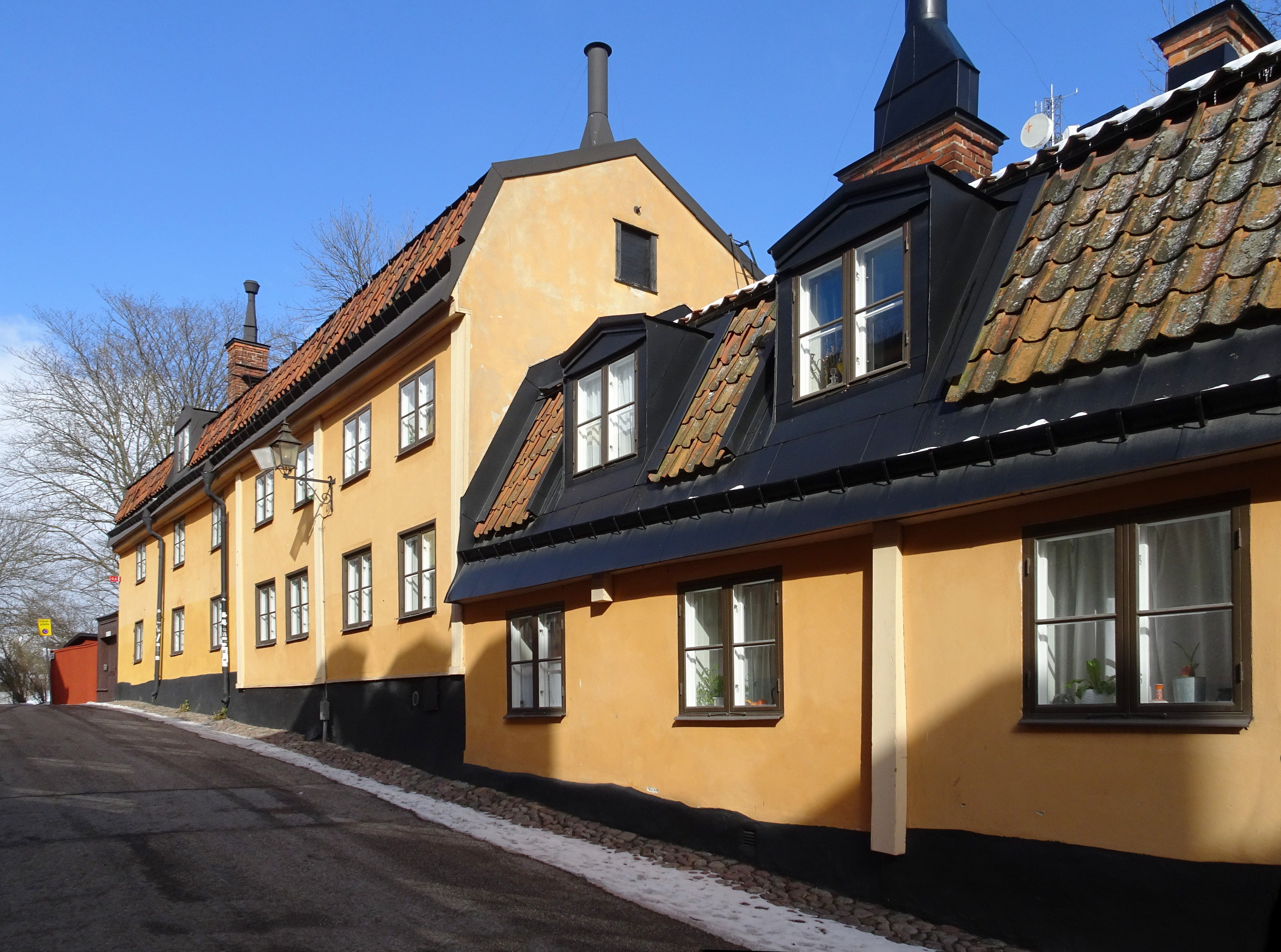
Yttersta Tvärgränd nr 5 och 3.